# Мостик (морской термин)

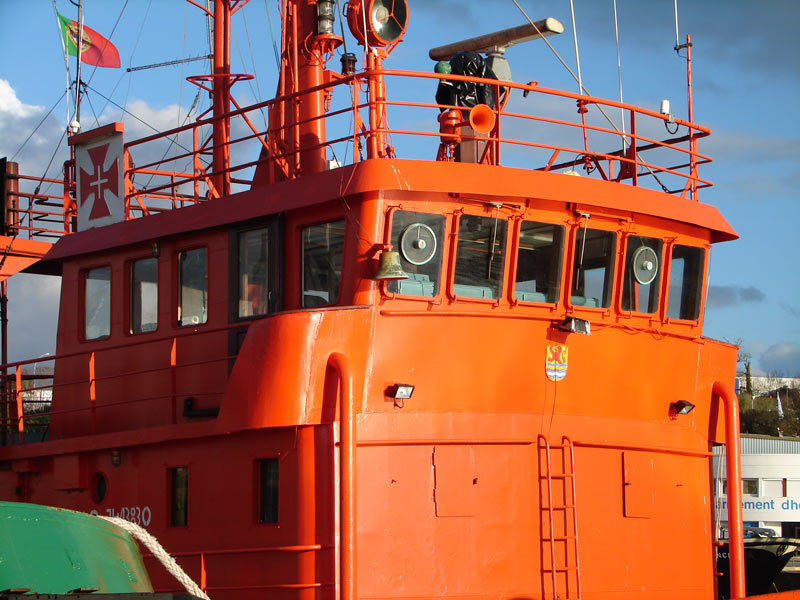
Мостик буксира

Мо́стик — ограждённая часть палубы верхних ярусов надстроек и рубок или отдельная платформа. Мостики предназначены для размещения постов управления, наблюдения или связи, а также для перехода из одной надстройки в другую.
Мостики различают по назначению — ходовой, дальномерный, сигнальный, прожекторный, навигационный и другие.
По месту расположения мостики делят на носовые и кормовые, по степени защищённости от воздействия неблагоприятных условий внешней среды — на открытые, закрытые и полузакрытые.
Всю палубу ходовой рубки называют «ходовым мостиком», а её открытые площадки по бортам от рубки — «крыльями ходового мостика». На судах, предназначенных для плавания в высоких широтах, крылья ходового мостика и рулевую рубку объединяют в одно закрытое помещение для защиты от низких температур. Ходовой мостик также носит название «капитанского» (pilot bridge).
«Навигационным мостиком» называют крышу рулевой рубки и смежных с ней помещений. На ходовом и навигационном мостиках располагают основные посты управления судном.
Разновидностью судовых мостиков являются переходные мостики, расположенные выше верхней палубы и предназначенные для перехода с одного борта на другой и для сообщения между надстройками. Продольные переходные мостики устанавливают на танкерах, не имеющих никаких внутренних переходов под верхней палубой и обладающих небольшой высотой надводного борта в полном грузу.

## История

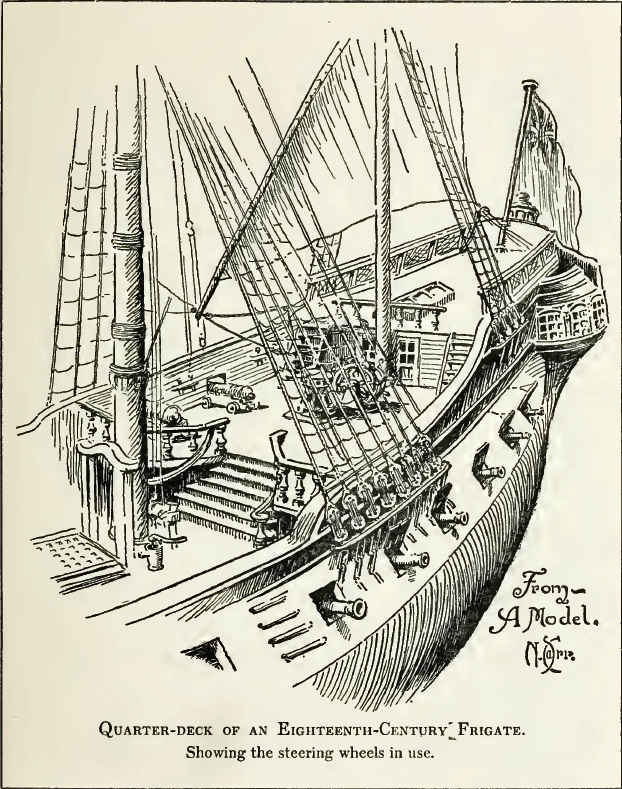
Шканцы фрегата XVIII века, виден штурвал

Изначально управление кораблём осуществляли со шканцев (квартердека) — кормовой части палубы, как правило, возвышенной для лучшего обзора. Расположение шканцев в непосредственной близости от рулевого устройства позволяло максимально упростить рулевой привод. Там же, внутри юта, обычно располагали и каюту капитана, что обеспечивало ему быстрый доступ на шканцы.

Модель колёсного парохода с мостиком, перекинутым между кожухами гребных колёс

После появления первых пароходов такое расположение оказалось неудобным, капитану и офицерам постоянно докучал дым из труб, кроме того, обзор сильно загораживали кожухи гребных колёс. Поэтому в средней части корабля установили отдельную платформу, иногда — в виде перекинутого между кожухами колёс мостика, с которой капитан осуществлял командование кораблём, а инженерный персонал мог наблюдать за работой гребных колёс и отдавать приказы в расположенное ниже машинное отделение.

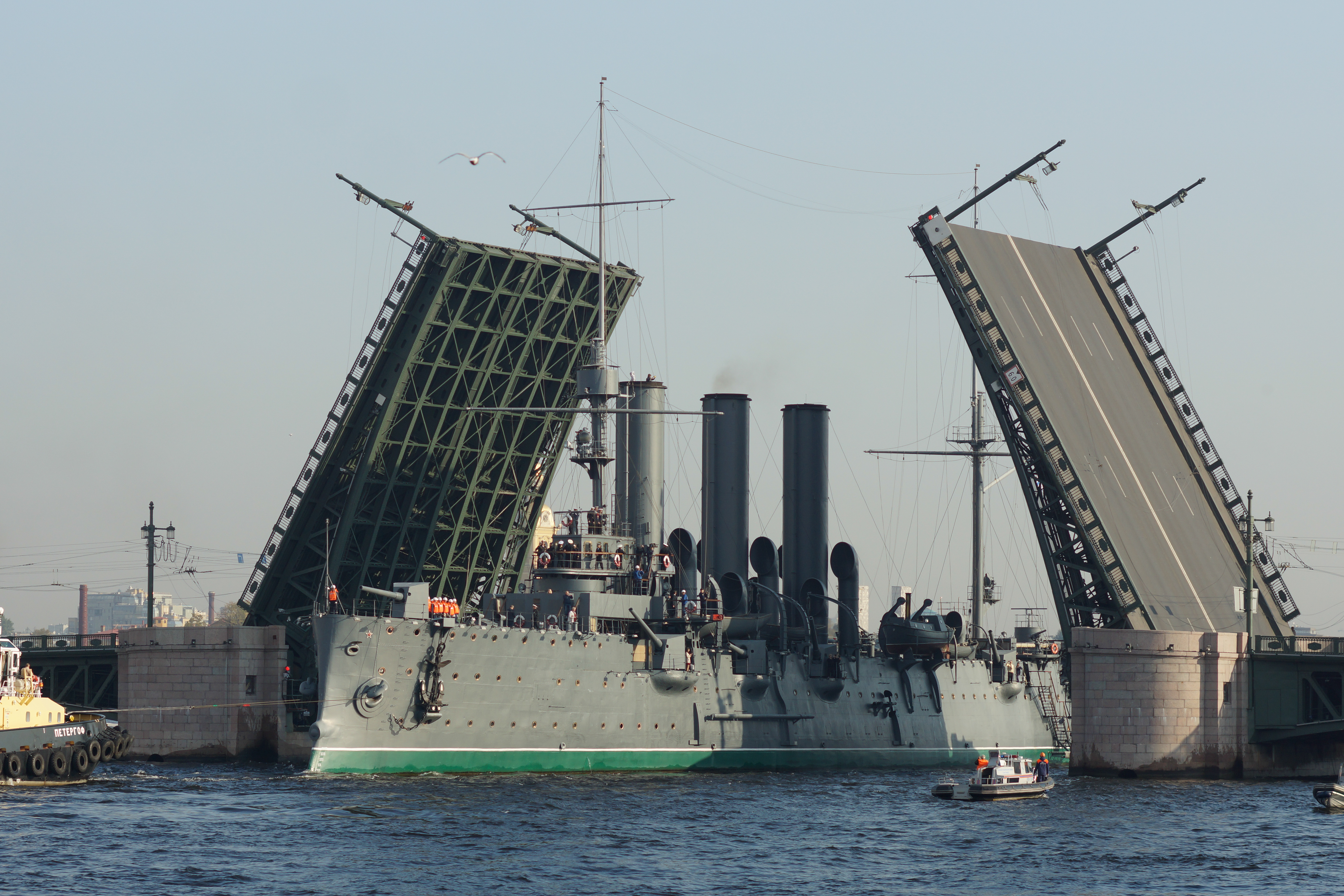
Бронепалубный крейсер «Аврора», хорошо видны ходовой и навигационный мостики, 21 сентября 2014 года

Впоследствии, благодаря распространению сервоприводов и устройств внутрисудовой связи, появилась возможность вынести мостик вперёд, в носовую часть корабля, обеспечив с него лучший обзор — в особенности после упразднения парусов. На многих кораблях установили несколько мостиков, служащих различным целям — ходовой (капитанский), навигационный, адмиральский (с которого адмирал со своим штабом мог вести управление эскадрой в целом, не вмешиваясь в работу капитана флагманского корабля), и так далее.

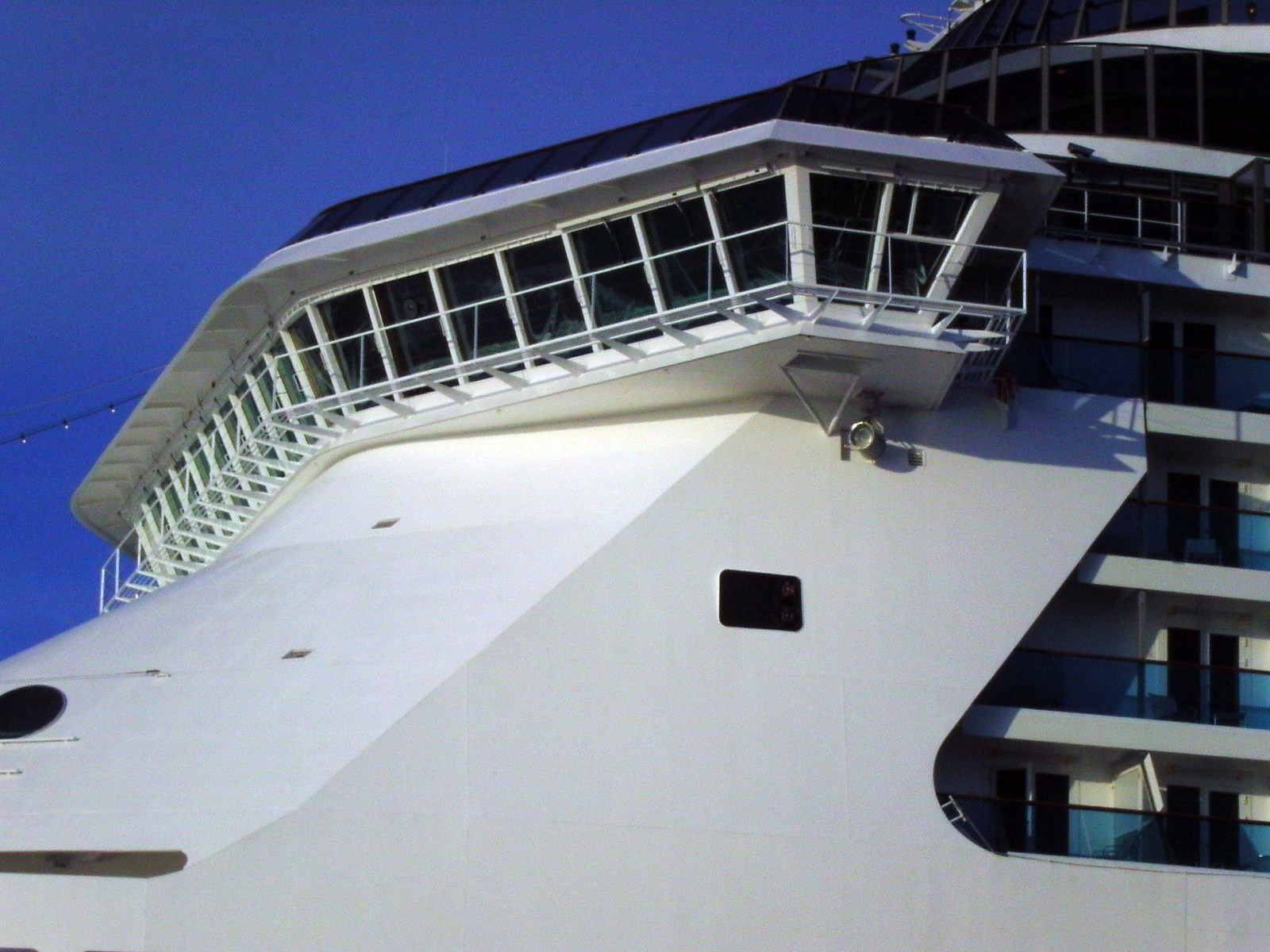
Закрытый мостик современного пассажирского лайнера

В XX веке получили распространение защищённые от непогоды закрытые мостики с остеклением, обеспечивающие комфортные условия работы в любую погоду.